# 多多尼
多多尼（希臘語：Δωδώνη）是希腊伊庇鲁斯大区约阿尼纳专区的市镇及同名村莊，行政中心为圣基里亚基村。市镇面积为657.5平方公里，2021年人口数量为7,199人。
多多尼鄰近著名古希臘遺址多多納。
现今范围的市镇设立于2011年地方政府改革中，由原4个市镇合并而成，原市镇则成为此市镇的4个市区。多多尼市区（即原多多尼市镇）的面积为101.016平方公里，2021年人口数量为937人。